# Serie D
Serie D je čtvrtá nejvyšší italská fotbalová soutěž po Serii A, Serii B a Serii C. Je nejvyšší amatérskou fotbalovou soutěží v Itálii. Od sezony 1999/00 se soutěž nazývá Serie D. Dříve se nazývalo Campionato Nazionale Dilettanti.
V sezoně 2020/21 se soutěže zúčastnilo 166 klubů rozdělených do 9 skupin, z toho sedm skupin (B, D, E, F, G, H a I) má 18 klubů a dvě (A a C) po 20 klubech, které byly uspořádány podle kritéria geografické blízkosti.

## Historie

### Zrod a rozšíření
Pod názvem Serie D se začala hrát od roku 1999. První ročník se odehrál již v roce 1948 po reformách Serie C.
- 1948/49 až 1951/52 – Promozione
- 1952/53 až 1956/57 – IV Serie
- 1957/58 až 1958/59 – Campionato Interregionale
- 1959/60 až 1980/81 – Serie D
- 1981/82 až 1991/92 – Campionato Interregionale
- 1992/93 až 1998/99 – Campionato Nazionale Dilettanti
- 1999/00 – Serie D

## Vítězové

### Scudetto Dilettanti
- 1992/93 – AC Crevalcore
- 1993/94 – FC Pro Vercelli 1892
- 1994/95 – FC Taranto 1927
- 1995/96 – Castel San Pietro Terme Calcio
- 1996/97 – ASD La Biellese
- 1997/98 – ASD FC Giugliano 1928
- 1998/99 – Lanciano Calcio 1920

### Scudetto Serie D
- 1999/00 – ASD Sangiovannese 1927
- 2000/01 – USD Palmese 1914
- 2001/02 – Olbia Calcio 1905
- 2002/03 – Cavese 1919
- 2003/04 – US Massese 1919
- 2004/05 – FC Bassano 1903 ASD
- 2005/06 – Paganese Calcio 1926
- 2006/07 – US Tempio 1946
- 2007/08 – ASD Real Agro Aversa
- 2008/09 – ASD Vastese Calcio 1902
- 2009/10 – ASD Voluntas Montichiari
- 2010/11 – AC Cuneo 1905 Olmo
- 2011/12 – Benátky FC
- 2012/13 – SSD Ischia Calcio
- 2013/14 – Pordenone Calcio
- 2014/15 – ACN Siena 1904
- 2015/16 – US Viterbese 1908
- 2016/17 – AC Monza
- 2017/18 – Aurora Pro Patria 1919
- 2018/19 – US Avellino 1912
- 2019/20 – Bez vítěze
- 2020/21 – Bez vítěze
- 2021/22 – US Recanatese
- 2022/23 – US Sestri Levante 1919
- 2023/24 – Campobasso FC